# Амфибийный фрегат «Капитан де Фрагата Давид Эйама Ангу Оса»
«Капитан де Фрагата Давид Эйама Ангу Оса» (Capitán de Fragata David Eyama Angue Osa) — амфибийный фрегат (большой десантный корабль), по другой классификации — десантный корабль-вертолетоносец. Вступил в строй 10 октября 2009 года. На 2020 год является крупнейшим боевым кораблём ВМС Экваториальной Гвинеи.

## История создания проекта
Корабль был, предположительно, построен в Болгарии по украинскому проекту RO2 (шифр Salamander, таким же было и название корабля при его строительстве) и вошёл в состав ВМС Экваториальной Гвинеи в октябре 2009 года. По другим данным, строился в Китае.
По некоторым данным проект корабля создан на базе советского БДК проекта 1171 шифр «Аллигатор». Исходный проект весьма сильно доработан — в частности оборудована вертолётная площадка и постоянный ангар. На корабле установлена интегрированная система самообороны малого корабля «Каскад» (РЛС + ОЭС + мини-БИУС + 2-3 боевых модуля управления оружием — все в настольном варианте[прояснить]).

## Вооружение
Корабль оснащен одной 76-мм артиллерийской установкой (АУ) АК-176, двумя спаренными 25-мм АУ 2М-3, двумя 140-мм пусковыми установками (ПУ) РСЗО БМ-14-17, а также двумя дистанционно управляемыми боевыми модулями БМ-5М.01 «Катран-М». По другим данным вместо двух АУ 2М-3 установлены 30-мм АУ АК-630.
Боевой модуль БМ-5М.01 «Катран-М» включает 30-мм автоматическую пушку ЗТМ1 и спаренный с ней 7,62-мм пулемёт КТ, а также две-четыре ПТУР «Барьер» с лазерной системой наведения. Углы возвышения 30-мм пушки увеличены до +60 градусов, а склонения до -16 градусов.